# Den Brother
Den Brother é um filme original do Disney Channel estrelado por Hutch Dano e Genevieve Hannelius. O filme estreou dia 13 de agosto de 2011 no Disney Channel dos Estados Unidos, onde conseguiu conseguiu 3,7 milhões de telespectadores. No Brasil o filme estreou primeiro no canal HBO Family, dia 13 de Outubro de 2011, e quase um ano depois no Disney Channel Brasil, em 22 de Julho de 2012. Foi exibido na TV aberta pela primeira vez pelo SBT, dia 25 de outubro de 2015, no bloco infantil Mundo Disney. Em Portugal, foi exibido no Disney Channel no dia 3 de dezembro de 2010 às 20h30, na versão original legendada. 
Esse é o último filme original do Disney Channel a apresentar o logotipo da Disney no canto inferior esquerdo com a faixa "Original Movie", uma tradição que durou seis anos e que todos os filmes anteriores do canal incorporavam em seus pôsteres promocionais.

## Sinopse
A história se gira em torno de Alex Pearson, um ambicioso jogador de hóquei que está querendo a atenção de Matisse Burrows, a garota mais linda da escola. Tudo o que ele quer é um carro, mas seu pai se recusa dar o presente, antes que suas atitudes melhorem. Depois de um jogo em que ele foi suspenso, suas chances de ganhar o carro vão por água abaixo. Como punição ele recebe uma enorme lista de tarefas, e é forçado a servir de babá de sua irmãzinha. Depois, inesperadamente, se torna o líder extra-oficial do grupo de sua irmã Emily, as Bumble Bee, disfarçado de senhor Zamboni Alex, por amar a irmã, concorda em ser o “Den Brother” do grupo de Bandeirantes.

## Elenco
- Hutch Dano como Alex Pearson
- Genevieve Hannelius como Emily Pearson
- Vicki Lewis como Dina Reams
- Kelsey Chow como Matisse Burrows
- David Lambert como Kalvin "Goose" Gustavo
- Taylar Hender como Abigail Crichlow
- Kiara Muhammad como Ursula Kendall
- Haley Tju como Tina
- Maurice Godin como Professor Pearson
- Ammon Cunningham como Jane Roman